# Burginatium
Burginatium war ein römisches Militärlager in der eine Kavallerieeinheit, eine Ala mit rund 480 Mann Besatzung stationiert war. Die Garnison gehörte zum Sicherungssystem des Niedergermanischen Limes, der 2021 zum UNESCO-Weltkulturerbe erhoben wurde. Das heutige Bodendenkmal liegt im Kalkarer Stadtteil Altkalkar im Kreis Kleve am Niederrhein. Es sicherte vom frühen 1. Jahrhundert bis zum Ende des 4. Jahrhunderts den Straßenabschnitt zwischen der Colonia Ulpia Traiana (heute Xanten) und der Ulpia Noviomagus Batavorum (heute Nijmegen) an der römischen Reichsstraße von Lugdunum Batavorum (heute bei Katwijk) und Argentorate (heute Straßburg).
Der etymologische Ursprung des Namens „Burginatium“ geht auf ein suffixale Fortentwicklung des germanischen Stammwortes „Burg“ zurück, aus dem sich auch die lateinische Form burgus ableitet.

## Lage

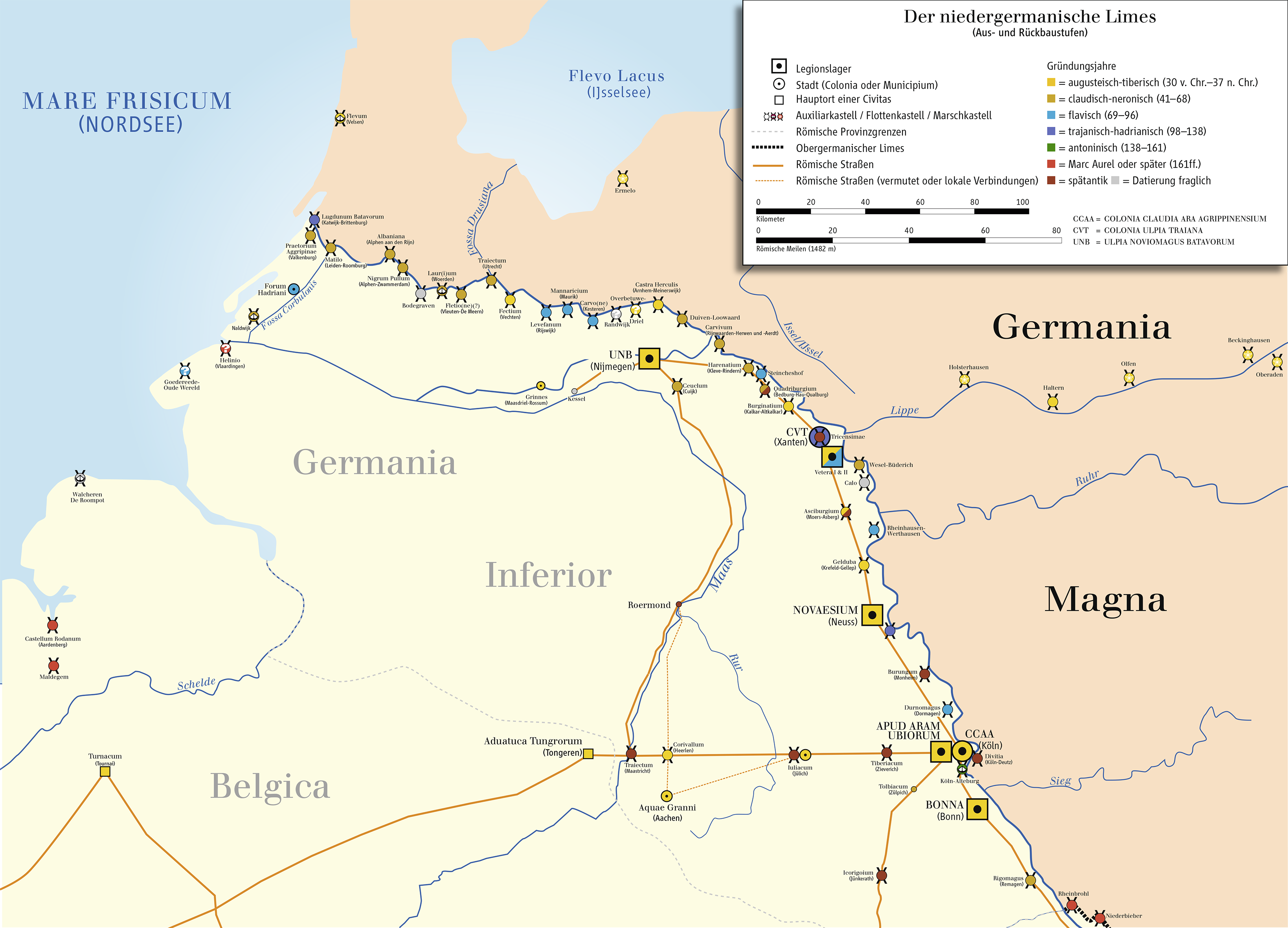
Lage des Alenkastells im Verlauf des Niedergermanischen Limes.

Das Kastell lag rund 13 Kilometer rheinabwärts vom Legionslager Vetera bei Xanten. Die oberirdisch heute nicht mehr sichtbare Anlage befindet sich als Bodendenkmal im Bornschen Feld bei Altkalkar zwischen Marienbaum und Kehrum am Ufer des Leybachs. Es war am südlichen Fuß einer 72 Meter hohen Stauchmoräne, des Monreberges, errichtet worden, auf dessen Kuppe sich ein weiteres, bislang nicht näher untersuchtes Militärlager befand. An einem heute verlandeten Mäander des Rheins gelegen, der seinen Lauf seit römischer Zeit nach Osten verlagert hat, nimmt die Fundstelle eine rund drei Hektar große Fläche ein.

## Forschungsgeschichte

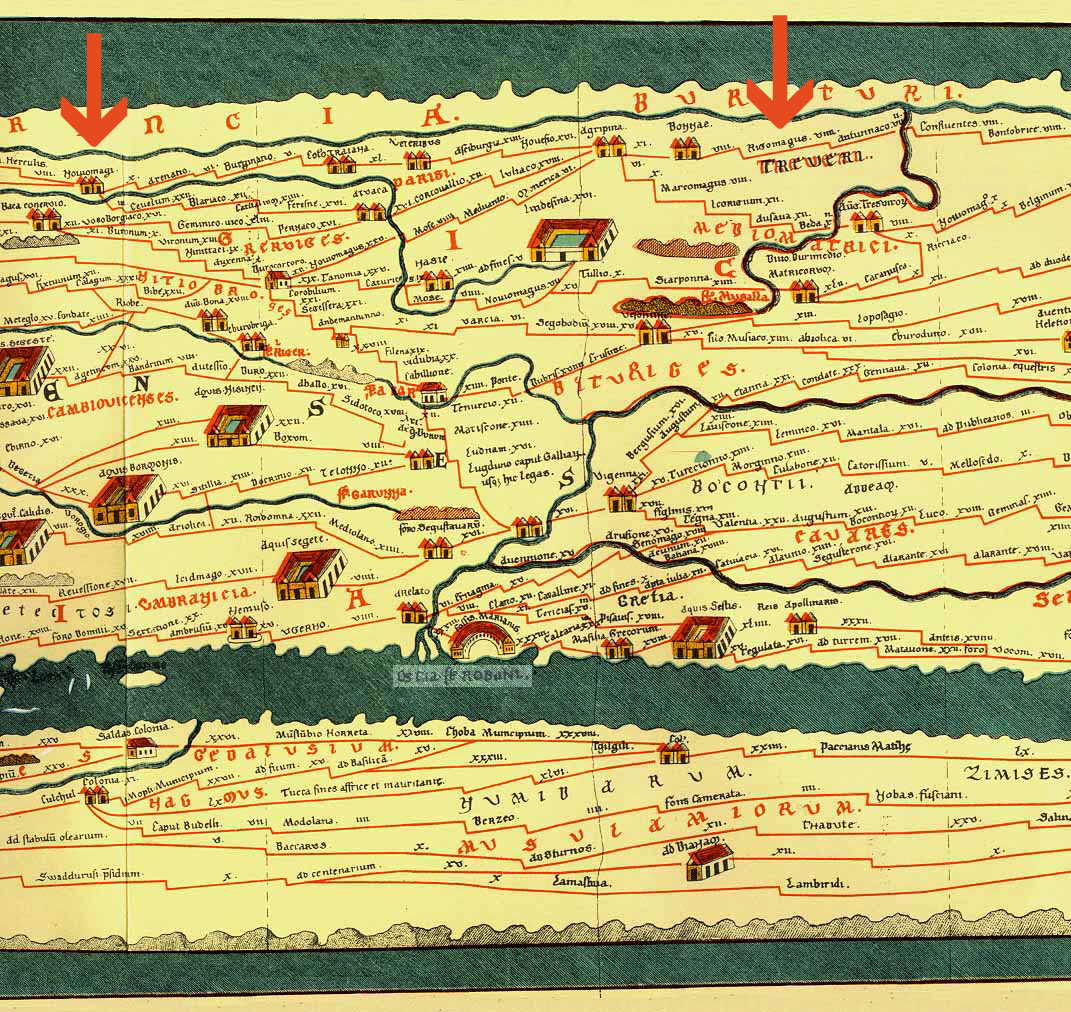
Ausschnitt aus der Tabula Peutingeriana

Burginatium ist auf der Tabula Peutingeriana und im Itinerarium Antonini verzeichnet. Letzteres weist die Belegung mit einer ala aus. Die Lage des Ortes ist von Alters her bekannt. Für das 16. Jahrhundert belegen Rechnungen der Stadt Kalkar die Nutzung der zu diesem Zeitpunkt noch sichtbaren Ruinen als Steinbruch. Verschiedene Notgrabungen des Rheinischen Landesmuseums Bonn und des Landschaftsverbands Rheinland aufgrund von Baumaßnahmen nach dem Zweiten Weltkrieg ergaben ein noch unvollständiges Bild der Anlage. Plangrabungen fanden in diesem Bereich bis heute nicht statt.

## Geschichte

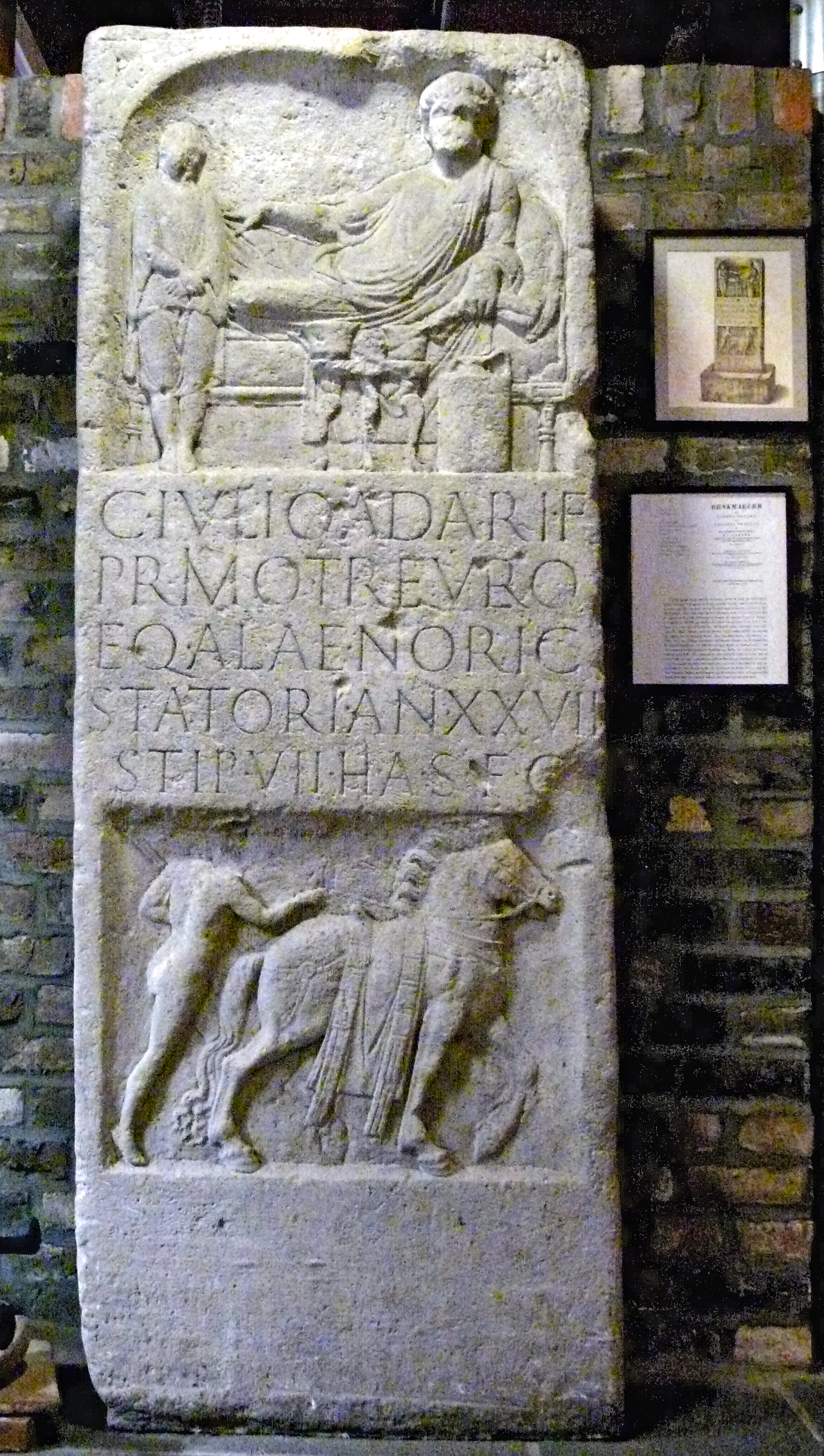
Grabstein des Gaius Iulius Primus,, aus Burginatium
(Städtisches Museum Kalkar)

Gegründet wurde das Lager vermutlich unter Tiberius (14–37). Diese Annahme wird durch Keramikfunde aus dem Kastellbereich gestützt, die in die augusteisch-tiberische Zeit datiert werden. Anhand des weiteren Inventares kann eine kontinuierliche Belegung bis zum Ende des 4., vielleicht noch bis zur Wende zum 5. Jahrhundert, angenommen werden. Die Münzreihe beginnt mit caesarischen Prägungen. Die Schlussmünze ist aus der Zeit des spätantiken Kaisers Honorius.
Für das Ende des 1. und den Beginn des 2. Jahrhunderts sind nacheinander die Ala I Noricorum, Ala Vocontiorum und die Ala Afrorum Veterana als Besatzungen belegt.

## Anlage

### Kastell
Bisher bekannt ist nur die letzte, spätantike Bauphase des Kastells. Deren Umwehrung bestand aus einer Steinmauer, die von einem Doppelspitzgraben umgeben war. Die Befestigung umschloss eine Fläche von etwa 150 × 180 Meter. Die westliche Lagergrenze bildete der Leybach. Beidseitig der zentralen Lagerstraße befanden sich die Mannschaftsbaracken mit Kontubernien in Fachwerkbauweise, die Platz für etwa 480 Soldaten, der Stärke einer ala quingenaria, boten. Die Befunde deuten darauf hin, dass diese Baracken mehrfach abbrannten.

### Vicus und Gräberfeld
Das Lagerdorf (Vicus) umgab das Kastell halbkreisförmig im Nordosten bis Südwesten. Die zugehörigen Gräberfelder lagen auf dem Monreberg und auf dem benachbarten Pierenberg. Ein weiteres Gräberfeld erstreckte sich entlang der Limesstraße, der heutigen Bundesstraße 57 im Stadtteil Kehrum.

### Funde
Aus dem Bereich des Lagervicus stammt ein Mithrasstein aus dem 3. Jahrhundert, der als Sockel einer Bronzestatue diente. In das Fundinventar gehört auch eine Bronzefigur eines knienden Giganten. Mit einer bei Ausgrabungen gefundenen Inschrift konnte in Burginatium die Verehrung der germanische Kriegsgöttin Vagdavercustis nachgewiesen werden.

## Denkmalschutz und Fundverbleib

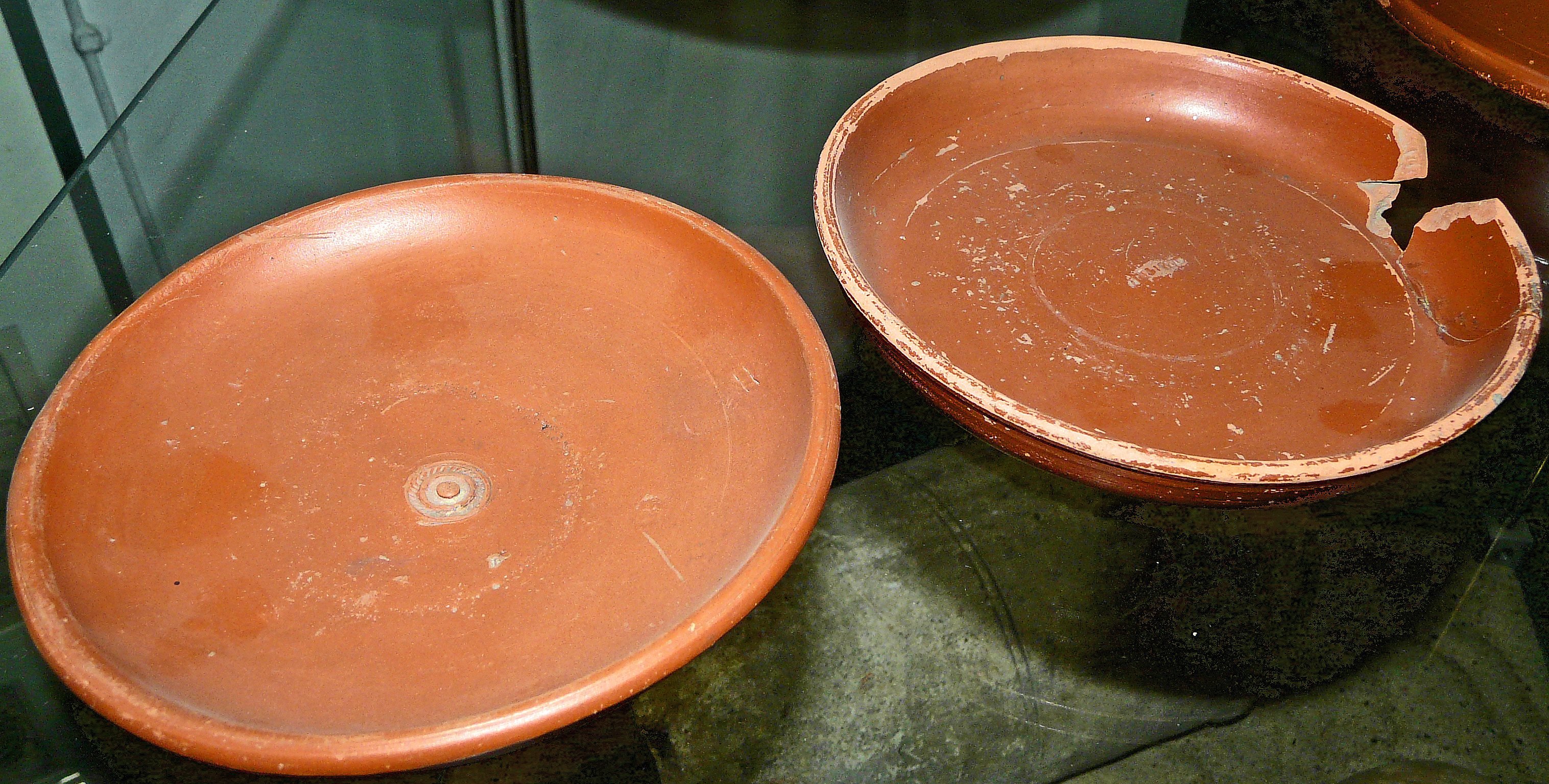
TS-Teller Drag. 36 aus Burginatium
(Städtisches Museum Kalkar)

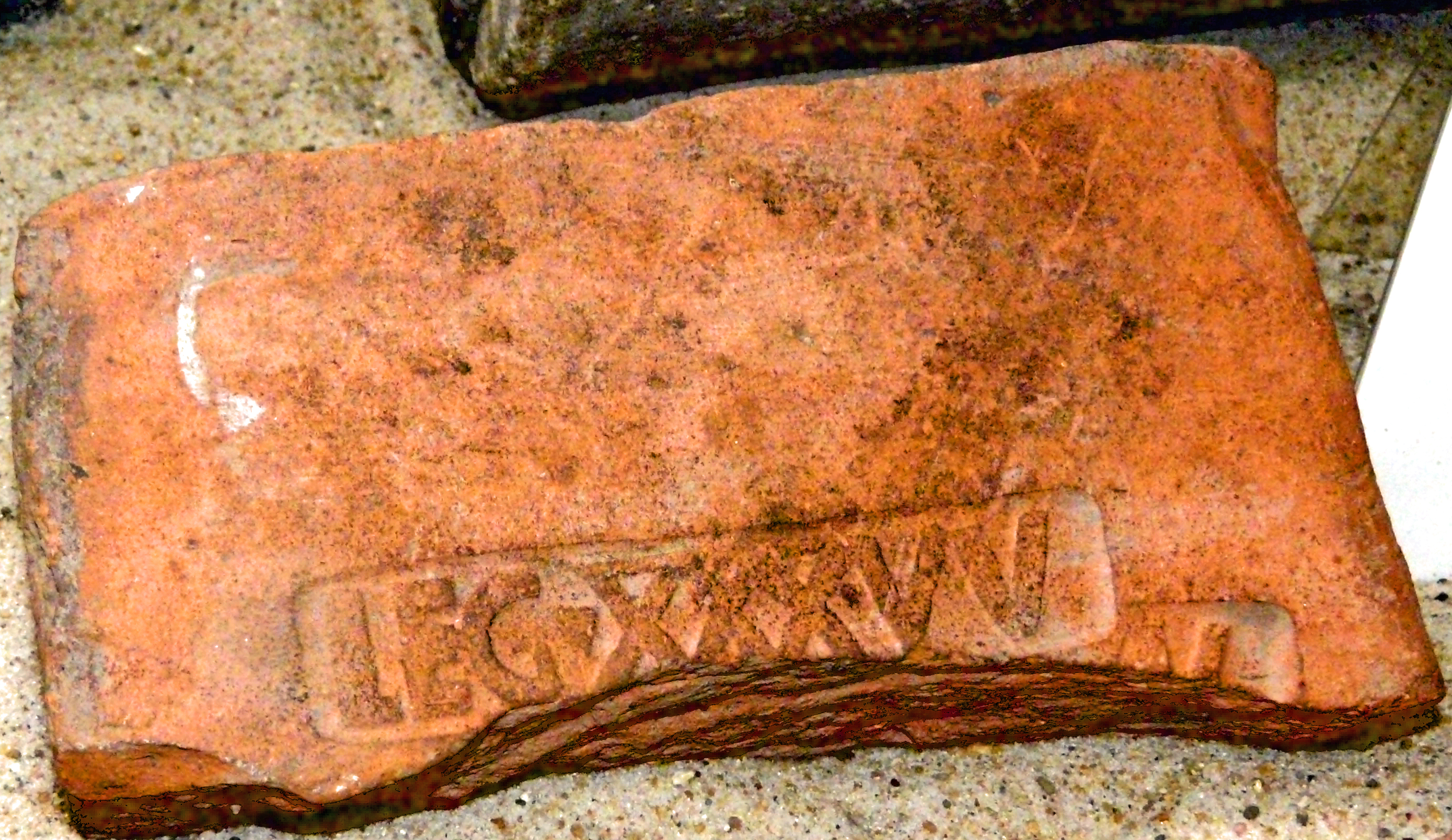
Ziegelstempel der Legio XXX Ulpia Victrix aus Burginatium
(Städtisches Museum Kalkar)

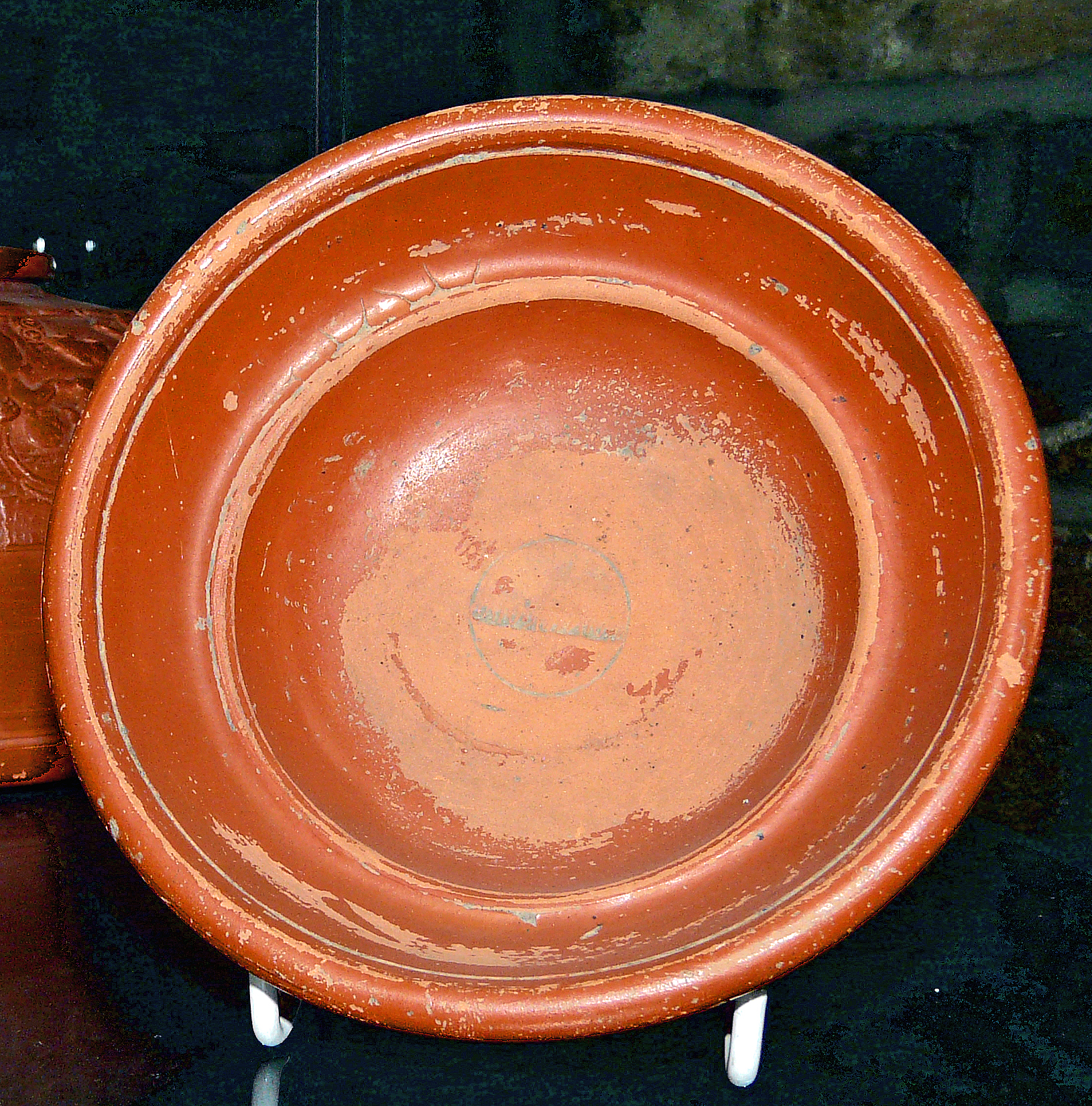
TS aus Burginatium
(Städtisches Museum Kalkar)

Das Kastell und der Bereich des Lagervicus sind Bodendenkmale nach dem Gesetz zum Schutz und zur Pflege der Denkmäler im Lande Nordrhein-Westfalen (Denkmalschutzgesetz – DSchG). Nachforschungen und gezieltes Sammeln von Funden sind genehmigungspflichtig. Zufallsfunde sind an die Denkmalbehörden zu melden.
Ein Teil der Funde aus Burginatium ist im Städtischen Museum von Kalkar ausgestellt.

Römische Funde aus Burginatium im Städtischen Museum Kalkar
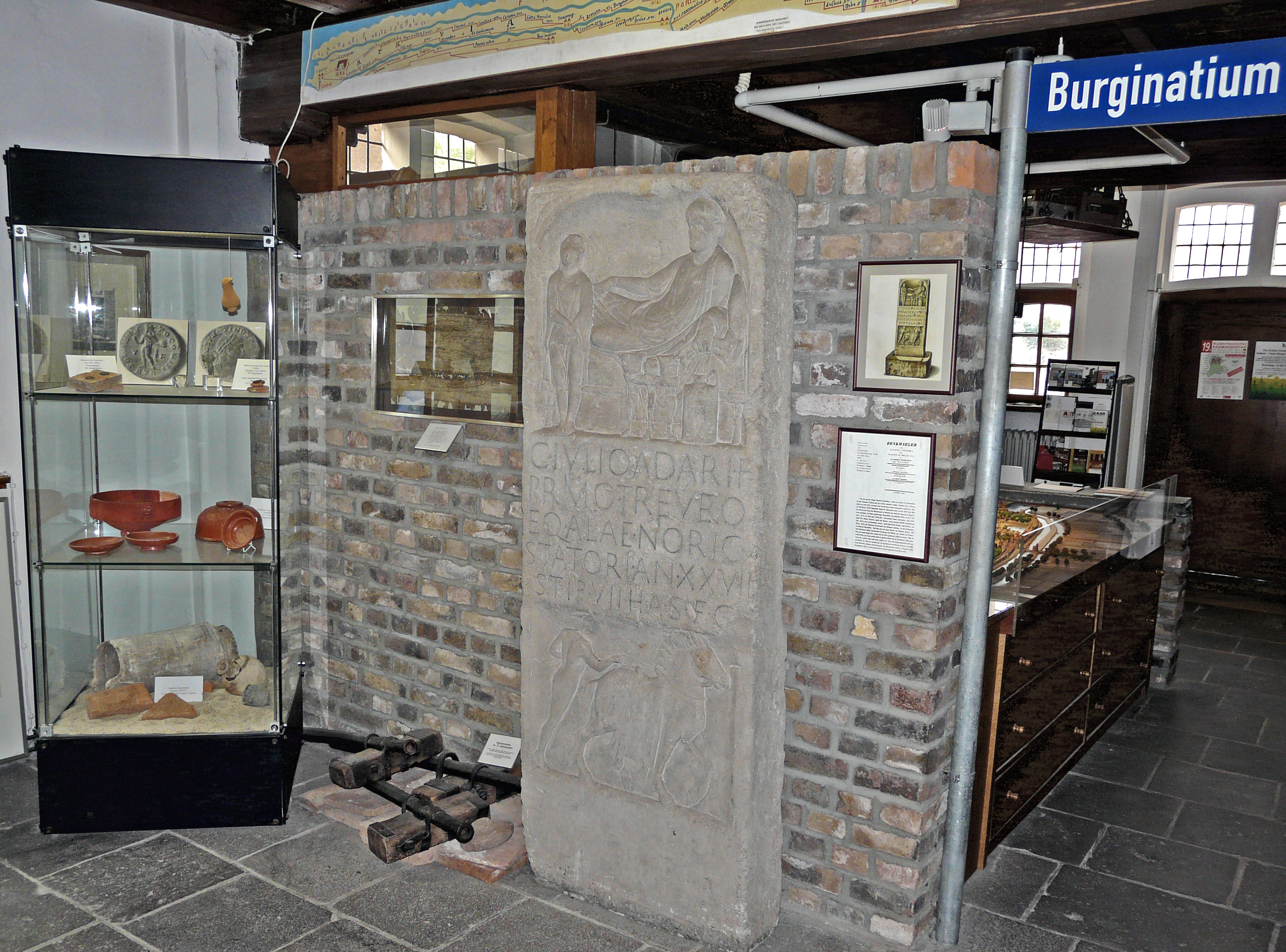
Römische Abteilung des Städtischen Museums
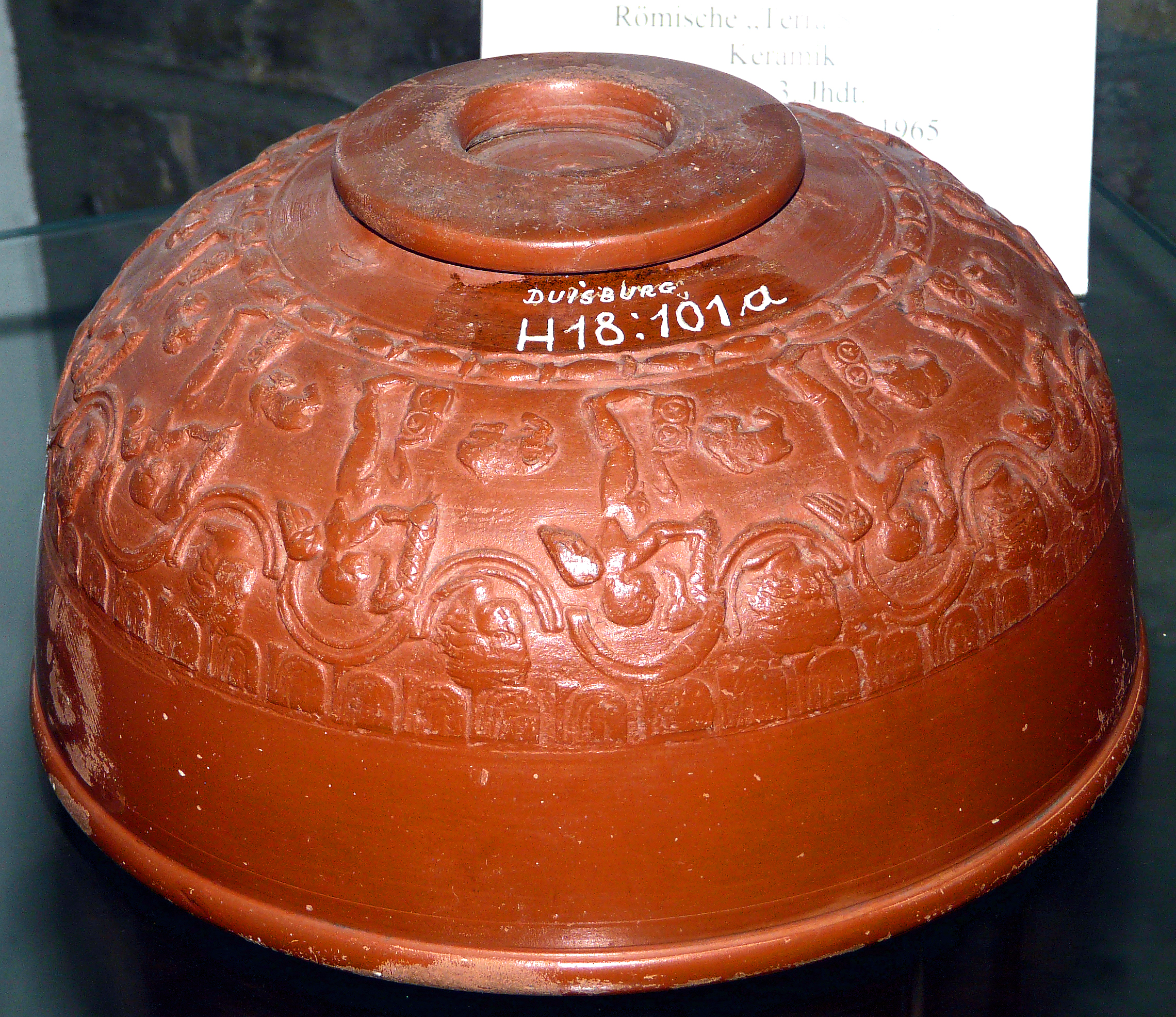
TS-Schüssel Drag. 37
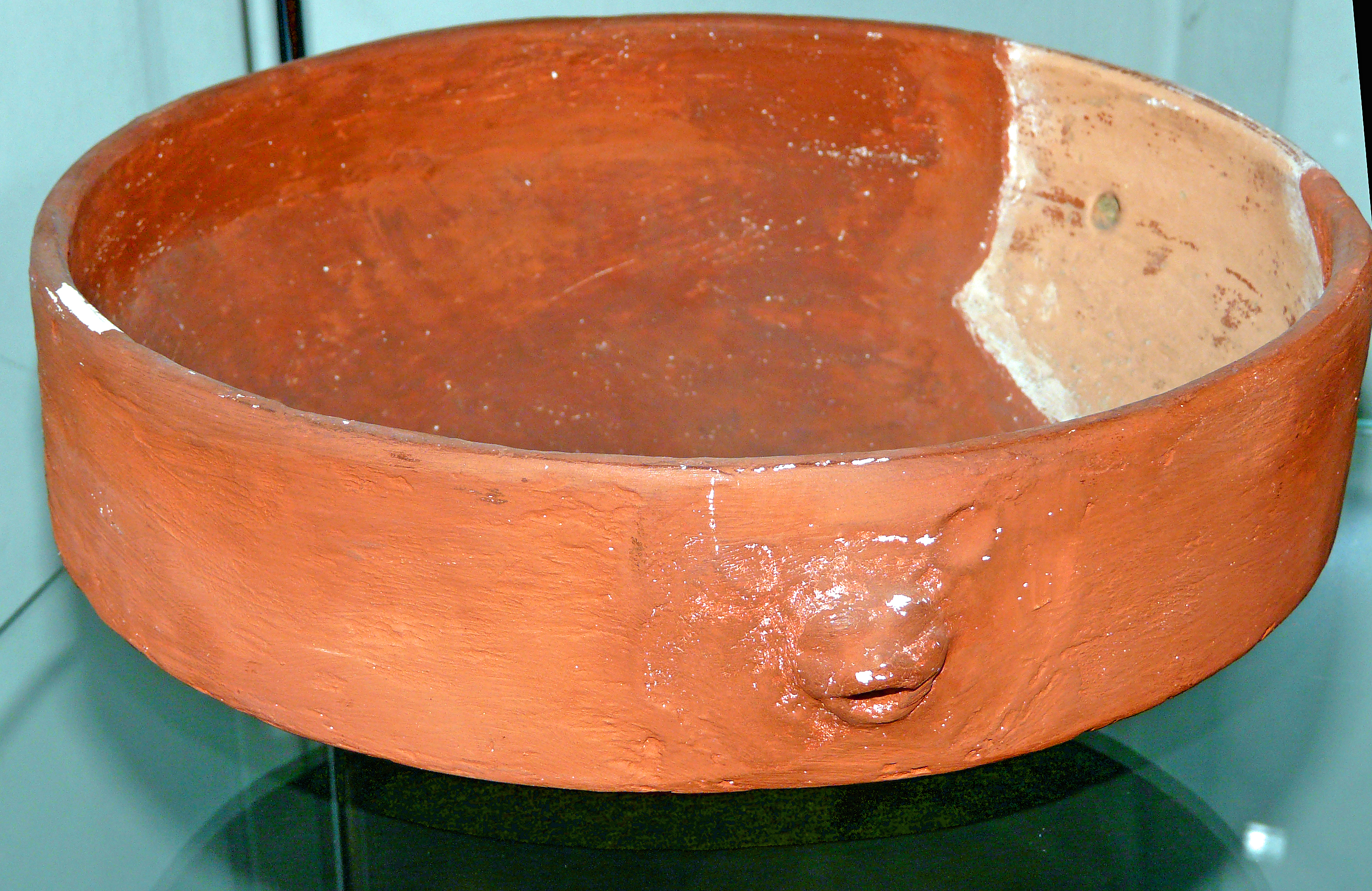
Terra-Sigillata-Schüssel
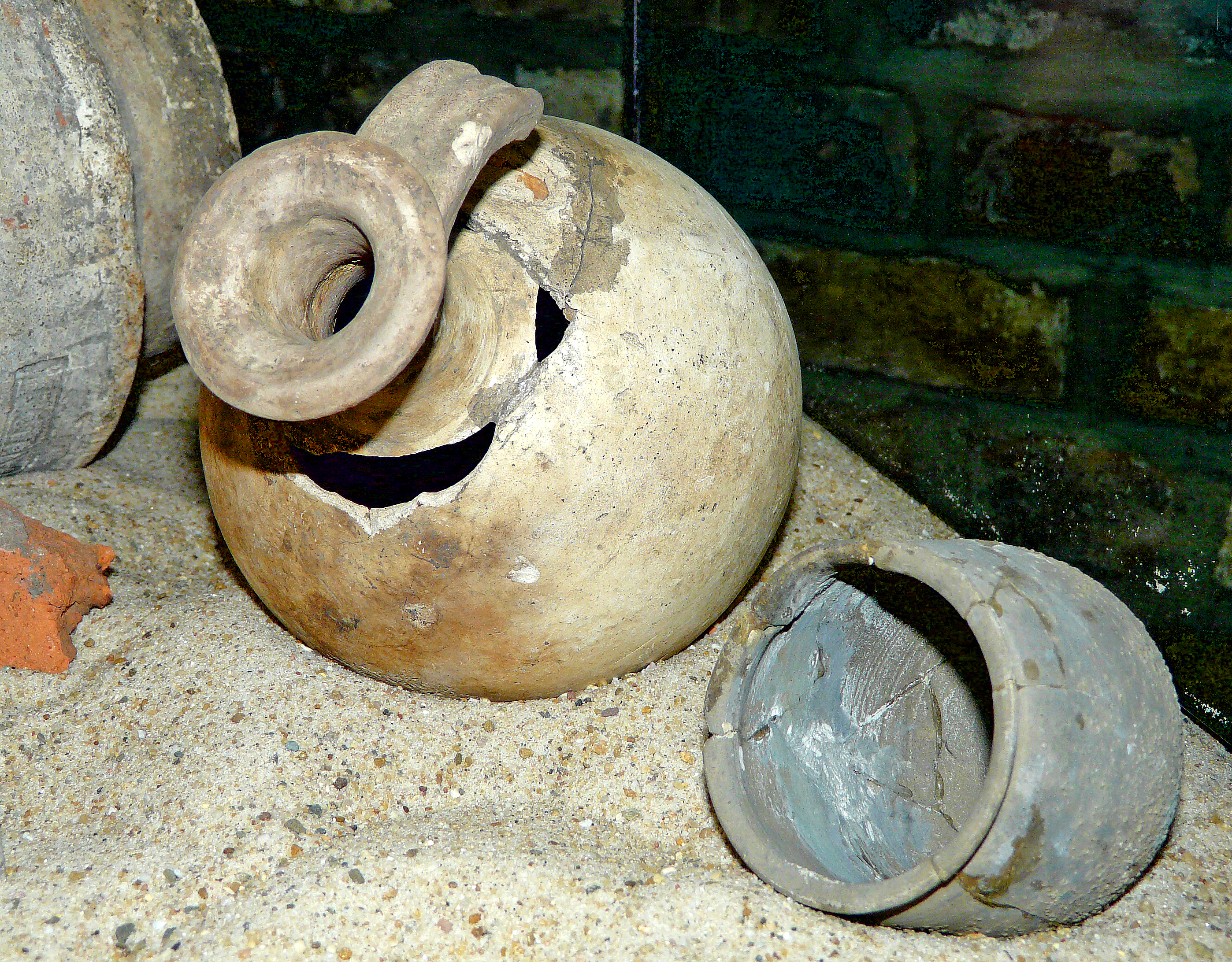
Keramik aus Burginatium